# Hans Helmcke
Hans Helmcke (volledige naam: Hans Heinrich Helmcke; Cuxhaven, 1917 – Hamburg, 16 augustus 1973) was onder meer een invloedrijk West-Berlijnse bordeelondernemer.

## Biografie
Helmcke, de zoon van een kruidenier in Cuxhaven, ging in 1953 naar de Verenigde Staten, vanwaar hij in 1959 terugkeerde naar Duitsland met een erfenis van 250.000 dollar (op dat moment meer dan één miljoen Duitse marken), verkregen onder onduidelijke omstandigheden.
Helmcke, die in de naoorlogse periode de rosse buurt van Berlijn domineerde, werd bekend als de exploitant van Pension Clausewitz, een beroemd bordeel dat hij begin jaren zestig met een deel van zijn erfenis had verworven. Hij kwam in de publieke belangstelling toen Pension Clausewitz in 1965 moest sluiten omdat er aanwijzingen waren dat de Stasi het bordeel gebruikte voor spionagedoeleinden. Helmcke bleef desondanks de leidende figuur in de rosse buurt, wat ook tot uiting komt in de titels 'bordeelkoning' en 'koning van het Berlijns bordeel' waarmee hij werd aangeduid.
Naast zijn activiteiten in de prostitutie was Helmcke ook actief op het gebied van drugshandel en kansspelen. Zijn contacten met de zakenwereld en de politieke kringen van West-Berlijn, die beiden nauw met elkaar waren verweven, probeerde hij te gebruiken voor winstgevende investeringen in onroerend goed en bouwprojecten. Hij investeerde drie miljoen Duitse marken in de aanleg van de Steglitz-rotonde. Toen in 1970 duidelijk werd dat het project kon mislukken en het geïnvesteerde geld verloren zou kunnen gaan, gaf Helmcke de opdracht om architecte Sigrid Kressmann-Zschach te vermoorden; de moord werd echter niet uitgevoerd.
Op 27 juni van hetzelfde jaar ontketende Helmcke met zijn mensen, geleid door zijn lijfwacht Klaus Speer, een strijd om de heerschappij in de West-Berlijnse rosse buurt tegen een Iraanse bende waarbij een concurrerende Iraanse pooier werd neergeschoten en drie anderen ernstig gewond raakten in de Bleibtreustraße.
Op 16 augustus 1973 werd Hans Helmcke met zijn eigen stropdas gewurgd door een vijandige bordeelondernemer uit Hamburg-St. Pauli. Zijn gedeeltelijk verbrande lichaam werd twee dagen later gevonden aan de rand van de A1 tussen Hamburg en Lübeck.